# Haploglomeris montivaga
Haploglomeris montivaga är en mångfotingart som beskrevs av Karl Wilhelm Verhoeff 1908. Haploglomeris montivaga ingår i släktet Haploglomeris och familjen klotdubbelfotingar. Inga underarter finns listade i Catalogue of Life.